# Rizomanie
Rizomanie of bietenrizomanievirus (Engels: beet necrotic yellow vein virus) is een plantenvirus dat overgebracht wordt door de plasmodioforomyceet Polymyxa betae, die tot de familie Plasmodiophoraceae behoort.. Polymyxa betae is een algemeen voorkomende obligate parasiet en kan verspreid worden met aanhangende grond, water (beregening) en wind. Met de ELISA-test kan de virusbesmetting met zekerheid aangetoond worden.
Rizomanie werd voor het eerst in de vijftiger jaren van de twintigste eeuw vastgesteld in Noord-Italië en in 1952 beschreven. Vanuit Italië heeft de ziekte zich over de hele wereld verspreid. Naast de suikerbiet kan ook spinazie, voederbiet en rode biet aangetast worden.
Aantasting door rizomanie veroorzaakt een bleekgele verkleuring van de bladeren en een sterke vertakking van de zijwortels en vaak een kleinere, aan de punt ingesnoerde suikerbiet met een lager suikergehalte en een slechtere winbaarheid. Ook kunnen bruine vaatbundels in de wortelpunt voorkomen. Geïnfecteerde planten kunnen minder gemakkelijk water opnemen en gaan tijdens een warme periode daardoor eerder slap hangen. Als de infectie zich door de gehele plant verspreidt ontstaat vergeling van de bladnerven, bladnecrose en gele vlekken op de bladeren. De aangetaste planten vormen bladeren met lange bladstelen en smalle bladschijven.
Polymyxa betae vormt zeer resistente sporen (cystosori), die meer dan twintig jaar in de bodem kunnen overleven. Als de sporen kiemen en zoösporen vormen kan het virus overgedragen worden naar de bietenwortel doordat de zoösporen de intercellulaire ruimten van de wortelharen binnendringen. De zoösporen vormen vervolgens een plasmodium. Tijdens de groei van Polymyxa betae in de wortel kan deze weer opnieuw besmet raken met het virus. De door Polymyxa betae via zoosporangia gemaakte met virus besmette cystosori komen vervolgens in de bodem terecht.

## Virustypen
Er bestaan de typen A, B, P en J, waarvan type A en B in Nederland voorkomen. Type A is gevonden in Europa, China, Japan en Noord-Amerika en type B in Nederland, Duitsland en Frankrijk. Type P is gevonden in Frankrijk, Groot-Brittannië, Kazakhstan en China, type J in Japan en Duitsland.
Het virus heeft staafvormige deeltjes, die een diameter van 20 nm hebben. Afhankelijk van het type bestaat het genoom uit 4 (type A en B) - 5 (type P en J) deeltjes, elk met een verschillend positief sense-RNA (positief sense (polariteit) is van 5' naar 3'). Elk RNA heeft een 5'-cap en  3'-polyadenylatie. De deeltjes van het genoom zijn 390, 265, 105, 90 en 80 nm lang met RNA's bestaande uit respectievelijk 6746 (RNA 1), 4612 (RNA 2), 1773-1774 (RNA 3), 1465-1467 (RNA 4) en 1342-1347 (RNA 5) nucleotiden. Franse isolaten hebben een genoom bestaande uit vier deeltjes met een lengte van 390, 265, 100 en 85 nm. Deze vier RNA's bestaan respectievelijk uit 7100, 4800, 1800 en 1500 nucleotiden. Dit genoom is volledig in kaart (gesequencet) gebracht.
RNA 1 codeert voor het virale RNA-polymerase, terwijl RNA 2 de 21 kDa-eiwitmantel en drie andere eiwitten voor het transport van cel naar cel codeert. RNA 3 heeft invloed op de symptoomexpressie, maakt virale vermeerdering en de verspreiding door de wortel mogelijk. RNA 4 speelt een rol bij de virusoverbrenging door Polymyxa betae.

## Virusvermeerdering in de plant
Als het virus de gastheercel binnendringt komt het virale genoom RNA in het cytoplasma van de cel. Het virale RNA werkt als mRNA en wordt afgelezen voor het produceren van de twee noodzakelijke eiwitten  voor de RNA-synthese (replicatie en transcriptie). De replicatie vindt plaats in de cytoplasmatisch virale plaatsen. Een dsRNA-genoom wordt samengesteld uit het ssRNA(+) en vervolgens vindt transcriptie en replicatie hiervan plaats waarbij nieuwe, virale ssRNA(+)-genomen gevormd worden. Vervolgens vindt expressie van de subgenomische mRNA's (sgRNA's) plaats, het virus wordt aangemaakt en van een manteleiwit voorzien. Virale TGB (Engels: triple gene block) transporteiwitten spelen waarschijnlijk een rol bij het via plasmodesmata van cel naar cel verplaatsen van virusdeeltjes.

## Resistentie
Er zijn bietenrassen die partieel resistent zijn tegen rizomanie. De resistentie berust op 1 (Rz1 (uit Beta vulgaris subsp. vulgaris Holly-1-4)) gen of 2 (Rz1, Rz2 (uit Beta vulgaris subsp. maritima WB42)) genen. Daarnaast is er het Rz3-resistentie gen uit Beta vulgaris subsp. maritima WB41. De AYPR-virusvariant heeft de resistentie berustend op het Holly-1-4 gen in 2010 in Nederland doorbroken.